# Spiroplasma leptinotarsae
Spiroplasma leptinotarsae è una specie di batterio appartenente alla famiglia delle Spiroplasmataceae.